# Toshihide Saitō
Toshihide Saitō (斉藤 俊秀 Saitō Toshihide?, Shimizu (actualmente Shizuoka), Shizuoka, 20 de abril de 1973) es un exfutbolista y entrenador japonés. Se desempeñó como defensa y militó en diversos clubes de Japón.

## Clubes
| Club            | País  | Año         |
| --------------- | ----- | ----------- |
| Shimizu S-Pulse | Japón | 1996 - 2006 |
| Shonan Bellmare | Japón | 2007 - 2008 |
| Shimizu S-Pulse | Japón | 2008        |
| Fujieda MYFC    | Japón | 2009 - 2013 |

## Selección nacional
Ha sido internacional con la Selección de fútbol de Japón; donde jugó 17 partidos internacionales y no anotó goles por dicho seleccionado. Incluso participó con su selección en la Copa del Mundo FIFA Francia 1998 y en la Copa América Paraguay 1999, donde su selección quedó eliminado, en la primera fase de ambos torneos.

## Estadísticas

### Selección nacional
Fuente:
| Selección de Japón | Selección de Japón | Selección de Japón |
| Año                | Part.              | Goles              |
| ------------------ | ------------------ | ------------------ |
| 1996               | 2                  | 0                  |
| 1997               | 7                  | 0                  |
| 1998               | 4                  | 0                  |
| 1999               | 4                  | 0                  |
| Total              | 17                 | 0                  |

#### Participaciones en fases finales
| Torneo                         | Sede                   | Resultado        | Partidos | Goles |
| ------------------------------ | ---------------------- | ---------------- | -------- | ----- |
| Copa Asiática 1996             | Emiratos Árabes Unidos | Cuartos de final | 0        | 0     |
| Copa Mundial de Fútbol de 1998 | Francia                | Primera fase     | 0        | 0     |
| Copa América 1999              | Paraguay               | Primera fase     | 1        | 0     |